# Freedom (альбом)
Freedom — музичний альбом гурту Santana. Виданий в лютому 1987 року лейблом Columbia. Загальна тривалість композицій становить 46:52. Альбом відносять до напрямків рок, латинський рок.

## Список пісень
1. «Veracruz» — 4:23
2. «She Can't Let Go» — 4:45
3. «Once It's Gotcha» — 5:42
4. «Love Is You» — 3:54
5. «Song of Freedom» — 4:28
6. «Deeper, Dig Deeper» — 4:18
7. «Praise» — 4:36
8. «Mandela» — 5:31
9. «Before We Go» — 3:54
10. «Victim of Circumstance» — 5:21